# Foudre (1895)
Foudre byla válečná loď Francouzského námořnictva postavená jako mateřská loď torpédových člunů. Jejím úkolem byla přeprava člunů na místo bojové činnosti a jejich vypuštění k útoku. Do služby byla přijata roku 1897. Roku 1907 byla upravena na opravárenskou loď, roku 1910 byla přestavěna na minonosku a v letech 1911–1912 na nosič hydroplánů, přičemž roku 1913 byla jeho konstrukce dále vylepšena. V této podobě zůstala po zbytek služby. Za první světové války byla využívána jako mateřská loď ponorek. Vyřazena byla 1. prosince 1921.

## Stavba

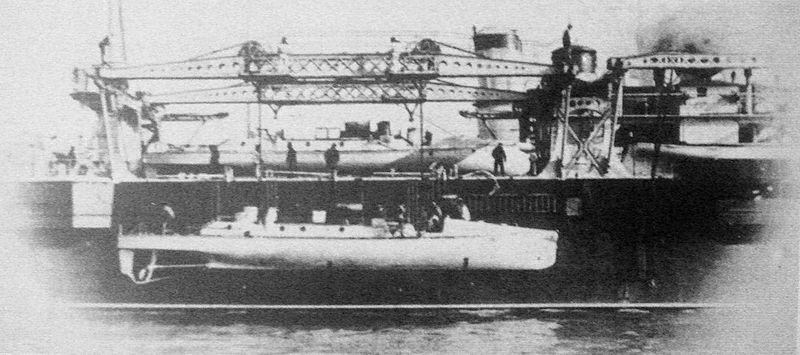
Torpédové čluny na palubě Foudre

Plavidlo postavila loděnice Chantiers de la Gironde. Stavba byla zahájena v 9. června 1892, plavidlo bylo na vodu spuštěno 20. října 1895 a do služby bylo přijato v 15. září 1897.

## Konstrukce

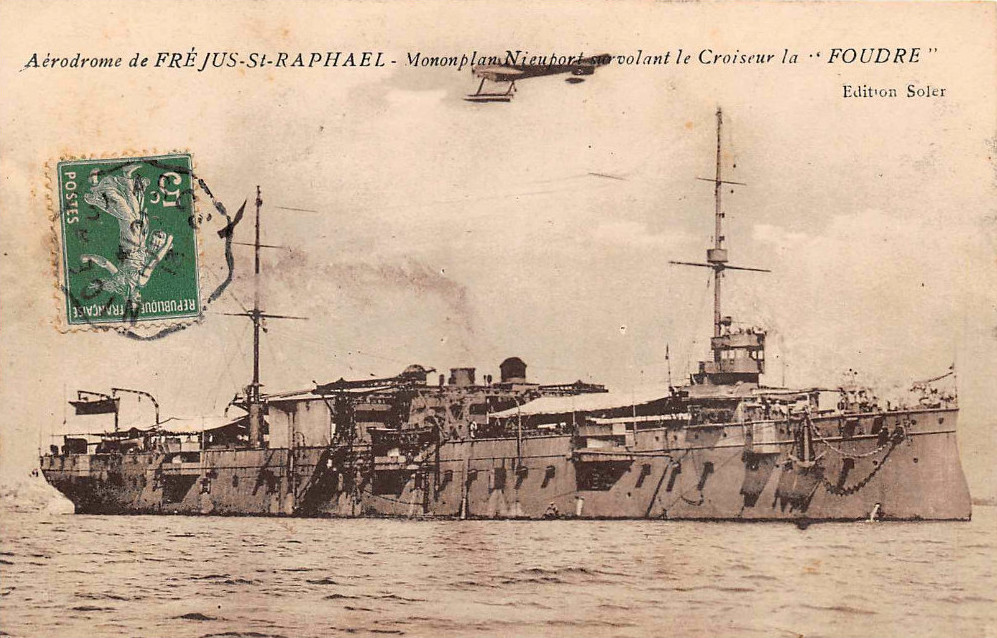
Foudre s jednoplošníkem Nieuport

Plavidlo se konstrukcí podobalo křižníku. Pancéřování bylo z harveyované oceli. Pancéřová paluba měla sílu 60mm se skloněnými konci silnými 120mm. Pancéřovány byly rovněž štíty děl a velitelský můstek. Vyzbrojeno bylo osmi 100mm kanóny, čtyřmi 65mm a 37mm kanóny. Dále neslo osm až deset torpédových člunů (nesly označení A až I), které byly na vodu spouštěny pomocí jeřábu. Pohonný systém tvořilo 24 kotlů Lagrafel d'Allest a dva parní stroje o výkonu 11 500 hp, roztáčející dva lodní šrouby. Spaliny odváděly tři komíny. Nejvyšší rychlost dosahovala devatenáct uzlů. Dosah byl 7500 námořních mil při rychlosti deset uzlů.

### Modifikace
Roku 1910 bylo plavidlo přestavěno na minonosku s kapacitou osmdesát min.
V letech 1911–1912 bylo přestavěno na nosič hydroplánů. Hangár pro uskladnění letadel byl vytvořen mezi zadním komínem a stěžněm. Hydroplány operovaly z mořské hladiny. K manipulaci s nimi sloužil jeřáb.
Roku 1913 bylo plavidlo opět modifikováno, aby hydroplány mohly startovat přímo z jeho paluby. Mělo kapacitu čtyři až osm strojů.